# Foncquevillers Military Cemetery
Foncquevillers Military Cemetery is een Britse militaire begraafplaats met gesneuvelden uit de Eerste en Tweede Wereldoorlog, gelegen in de Franse gemeente Foncquevillers (Pas-de-Calais). Ze ligt aan de Rue Bacon op 440 m ten westen van het dorpscentrum (Église Notre-Dame). De begraafplaats werd ontworpen door Reginald Blomfield en heeft een trapeziumvormig grondplan met een oppervlakte van ongeveer 4.297 m². De begraafplaats wordt omgeven door een bakstenen muur. De toegang bestaat uit een houten hek in een naar binnen gebogen halfronde muur. Het Cross of Sacrifice staat onmiddellijk na de ingang en bij de oostelijke hoek, in een gebogen deel van de muur staat de Stone of Remembrance.  De begraafplaats wordt onderhouden door de Commonwealth War Graves Commission.
Er liggen 650 doden uit de Eerste en 5 doden uit de Tweede Wereldoorlog begraven. Daarbij zijn er 53 niet geïdentificeerde.

## Geschiedenis
In 1915 en 1916 liep de geallieerde frontlijn tussen Foncquevillers en Gommecourt. De begraafplaats werd gestart door Franse troepen en overgenomen door Commonweatlh-troepen. Ze bleef tot maart 1917 gebruikt door gevechtseenheden en veldhospitalen. In juli 1916 werden er veel slachtoffers begraven als gevolg van de slag aan de Somme. De begraafplaats werd opnieuw gebruikt van maart tot augustus 1918, toen het Duitse lenteoffensief de frontlijn terugbracht naar de oude positie. Na de wapenstilstand werden 74 graven die afkomstig waren uit de slagvelden van 1916 en 1918 ten oosten van het dorp, aan de begraafplaats toegevoegd. De 325 Franse graven werden overgebracht naar de Franse militaire begraafplaats Nécropole nationale de la Targette in Neuville-Saint-Vaast. 
Onder de geïdentificeerde doden zijn er 576 Britten, 6 Australiërs, 11 Nieuw-Zeelanders, 5 Canadezen, 2 Chinezen (werkzaam bij het Chinese Labour Corps) en 2 Duitsers. Voor 3 slachtoffers werden Special Memorials opgericht omdat hun graven niet meer gelokaliseerd konden worden en men aanneemt dat ze onder een naamloze grafzerk liggen. 
Er liggen 5 graven met bemanningsleden van een Halifax bommenwerper van de Royal Canadian Air Force die sneuvelden op 13 juni 1944. Er waren slechts 2 overlevenden.

## Graven

### Onderscheiden militairen
- John Leslie Green, kapitein bij het Royal Army Medical Corps werd onderscheiden met het Victoria Cross (VC).
- Cecil Frederick George Humphries, luitenant-kolonel bij de Duke of Cornwall's Light Infantry werd onderscheiden met de Distinguished Service Order, tweemaal het Military Cross en de Distinguished Conduct Medal (DSO, MC and Bar, DCM).
- Terence Algernon Kilbee Cubitt, kapitein bij het Norfolk Regiment en Leslie Tiel Jordan, luitenant bij de Royal Engineers werden onderscheiden met het Military Cross (MC).
- R. Nelson, sergeant bij het 1st Bn. Essex Regiment werd onderscheiden met de Distinguished Conduct Medal en de Military Medal (DCM, MM). A.A. Johns, sergeant bij het 4th Bn. Leicestershire Regiment werd onderscheiden met de Distinguished Conduct Medal (DCM).
- Alexander Barclay, sergeant bij de Royal Engineers werd onderscheiden met de Meritorious Service Medal (MSM).
- er zijn nog 14 militairen die de Military Medal ontvingen (MM).

### Minderjarige militairen
- de soldaten Frank Blake en Charlie Tilley van het Leicestershire Regiment; schutter Augustine Joseph Burke van het Monmouthshire Regiment en soldaat Thomas Riley van het Machine Gun Corps (Infantry) waren 17 jaar toen ze sneuvelden.